# Pieterfaurea khoisaniana
Pieterfaurea khoisaniana är en korallart som först beskrevs av Williams 1988.  Pieterfaurea khoisaniana ingår i släktet Pieterfaurea och familjen Nidaliidae. Inga underarter finns listade i Catalogue of Life.